# Rijeka Crnojevića
Rijeka Crnojevića ist eine städtische Siedlung mit 175 Einwohnern in der Gemeinde Cetinje in Montenegro. Sie befindet sich am Ufer des Flusses Crnojević, nahe dem Skutarisee.
Die Stadt wurde um 1481 gegründet und besitzt historische Bedeutung. Benannt wurde sie, ebenso wie der Fluss, nach dem Adelsgeschlecht der Crnojević, das die Gegend um Cetinje im 15. Jahrhundert beherrschte (siehe auch Žabljak Crnojevića).

## Ortsbild und Sehenswürdigkeiten
Rijeka Crnojevića ist bekannt für seine schöne Architektur und seine Steinhäuser, die teilweise noch aus dem 17. und 18. Jahrhundert stammen. Die meisten Gebäude stammen aus dem 19. Jahrhundert. Das Wahrzeichen der Stadt ist jedoch die Alte Brücke (Stari most), die von Prinz Danilo Petrović-Njegoš im Jahr 1853 errichtet wurde.

## Wirtschaft
Der wichtigste Wirtschaftszweig war der Fischfang und ist inzwischen der Tourismus, insbesondere mit Bootsausflügen. Die Siedlung litt über ein Jahrzehnt an einem starken Bevölkerungsrückgang. Viele Einwohner zogen daher in das nahe gelegene Cetinje (8 km) oder nach Podgorica (20 km). Durch den Tourismus sind inzwischen wieder gutbezahlte Arbeitsplätze im Ort geschaffen worden.
| Jahr      | 1948 | 1953 | 1961 | 1971 | 1981 | 1991 | 2003 | 2011 |
| --------- | ---- | ---- | ---- | ---- | ---- | ---- | ---- | ---- |
| Einwohner | 596  | 632  | 804  | 587  | 484  | 327  | 216  | 175  |

## Tourismus
Touristisch ist der Ort noch nicht sehr erschlossen. Zwar liegt er unweit der wichtigen Verbindungsstraße Podgorica–Cetinje, jedoch ist die Zubringerstraße in den Ort schmal und oft nur einspurig befahrbar.
Die wichtigsten touristischen Aktivitäten sind das Kanupaddeln, Schwimmen und Angeln. Die Stadt bildet auch den Ausgangspunkt für Wanderungen entlang des Skutarisees, z. B. Richtung Virpazar.

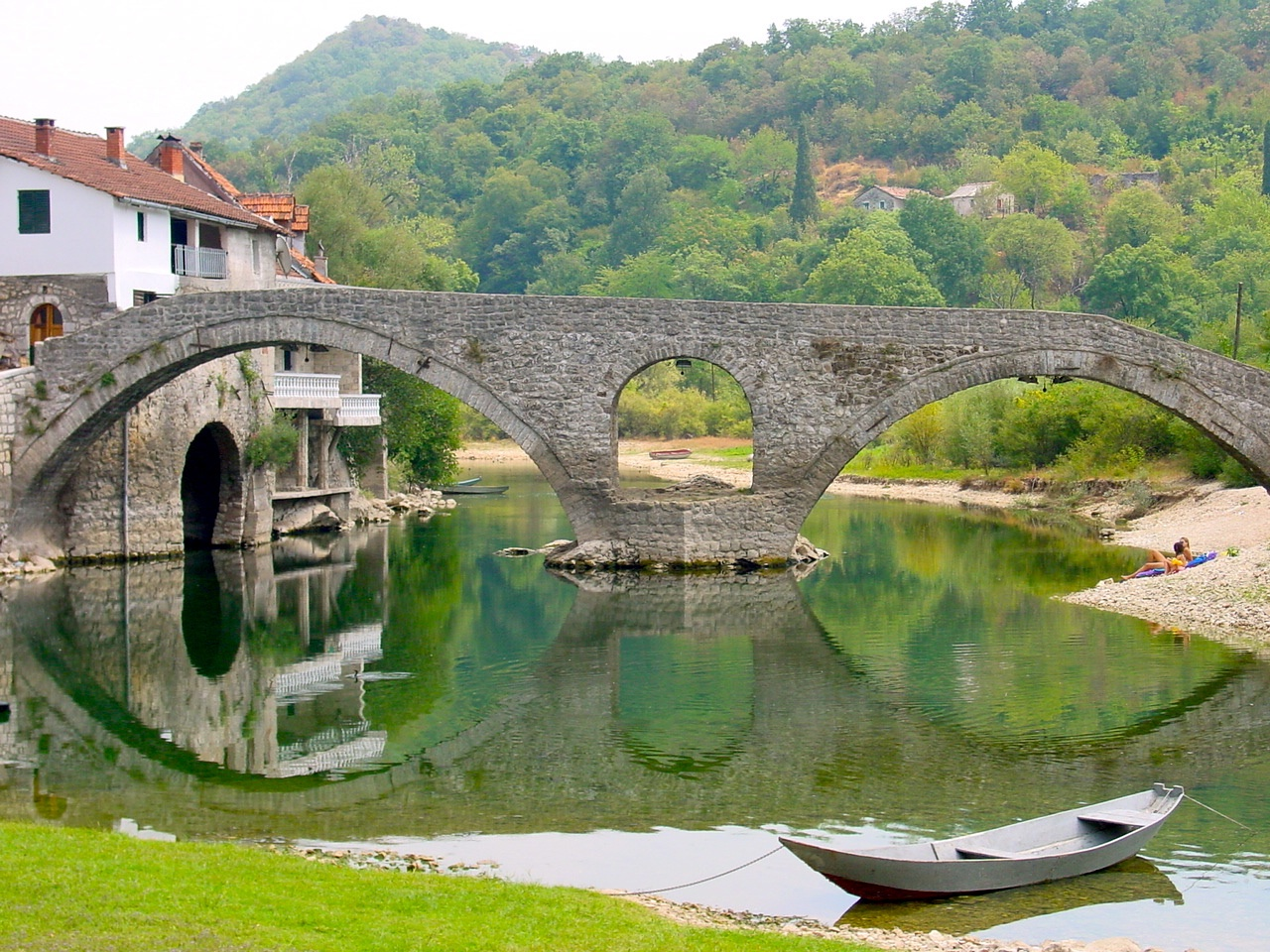
Die alte Brücke in Rijeka Crnojevića
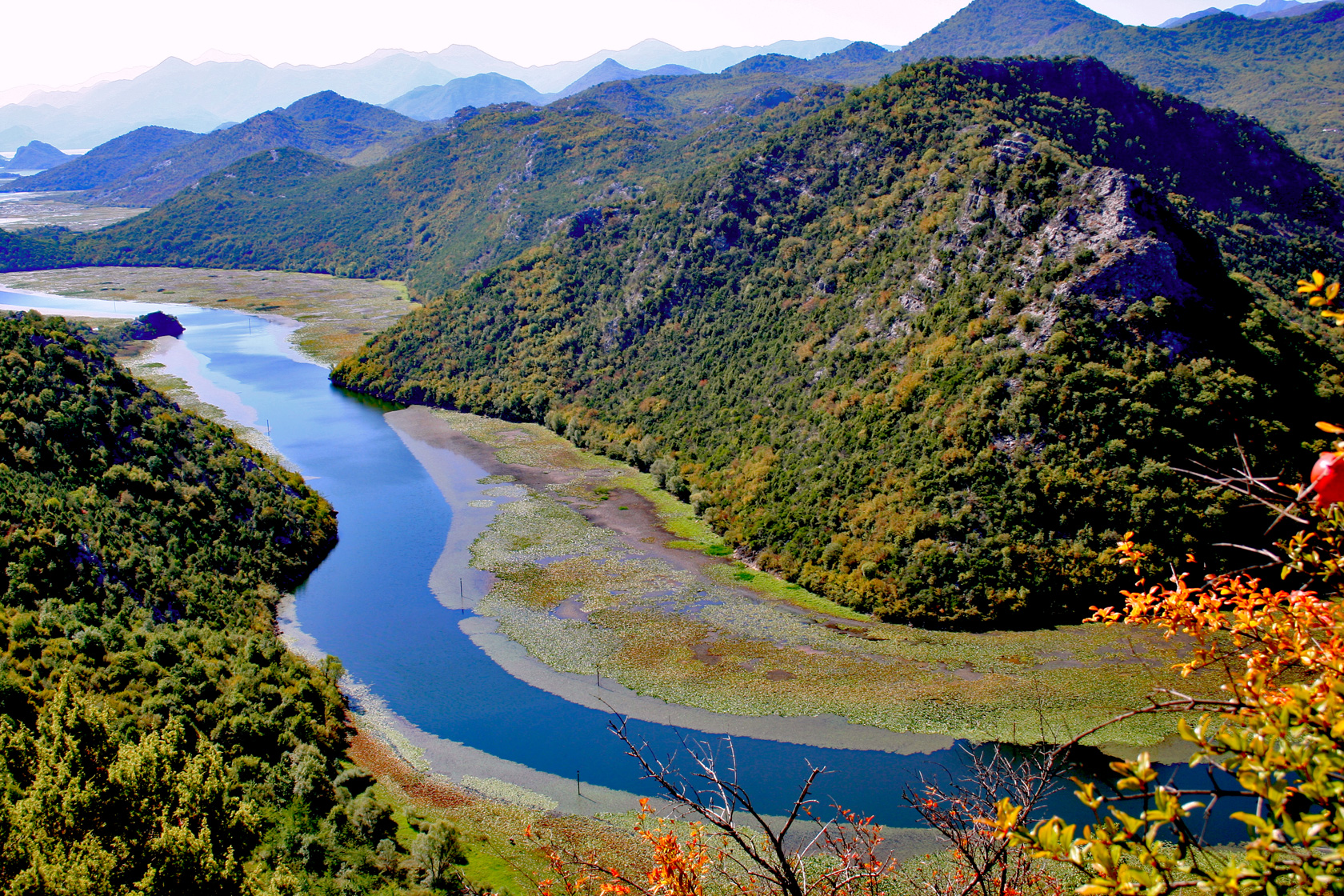
Der Fluss Crnojević
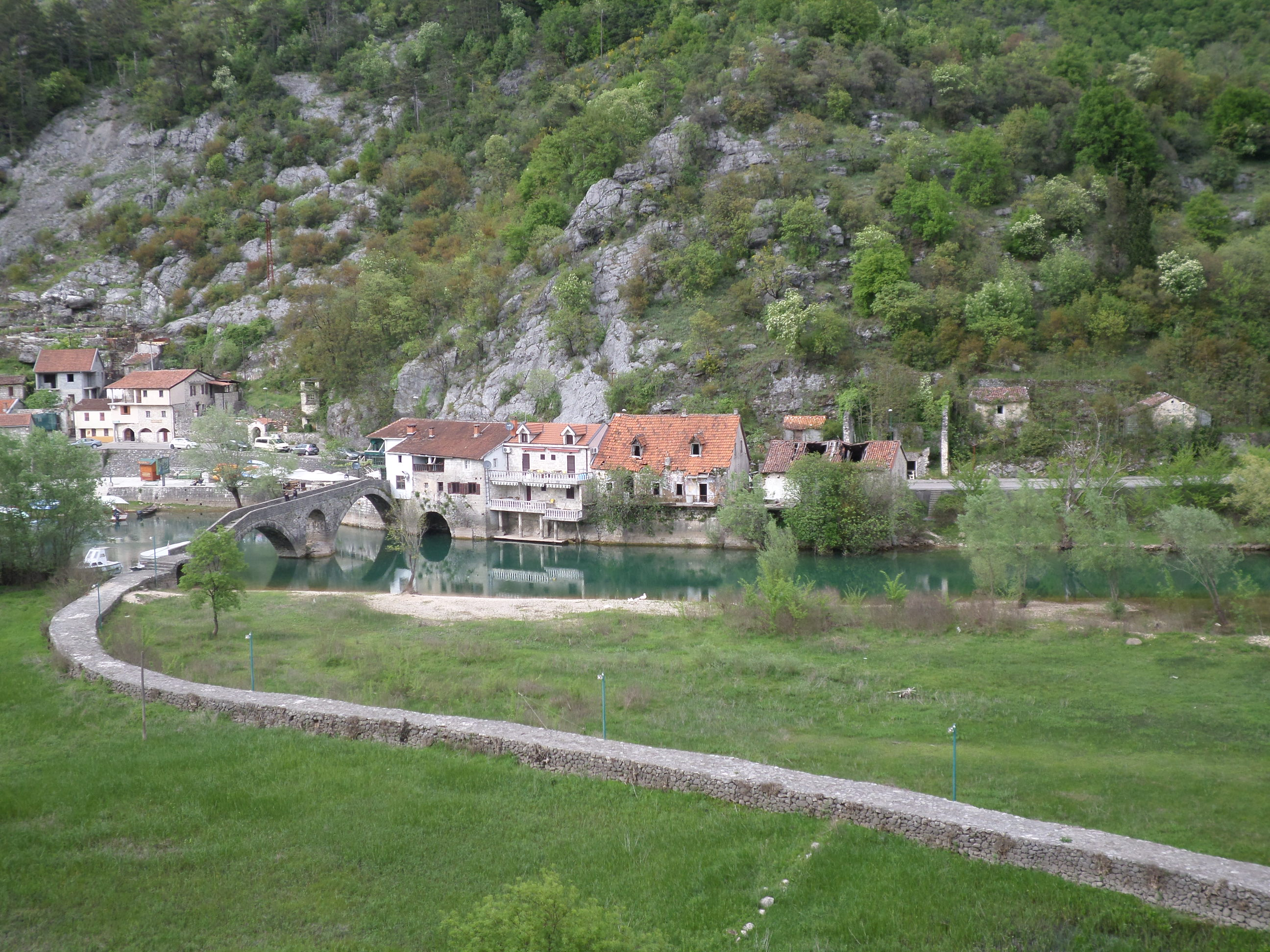
Blick auf Rijeka Crnojevića